# 日向小陽
日向 小陽（ひなた こはる、1984年12月1日 - ）は、日本の女子プロレスラー、タレント。
夫はプロレスリングノアの征矢学。

## 略歴
中学2年生より芸能活動をスタートさせ、モデル、舞台、テレビ、など幅広く活動。
一時芸能事務所を離れ、別名義での活動をしていたが、劇団から声をかけられたことをきっかけに舞台女優として活動を開始。また、グラビアや歌などのアイドル活動もスタートさせる。私立梅っ子学園解散後、2010年、いせひなたとHARU☆HINAを結成し、2010年2月5日に「恋愛シミュレーション」でデビュー。同年8月22日にソロデビューを果たす。2011年、本人作詞による、HARU☆HINA 2ndシングル「笑顔の太陽」は、オリコンインディーズチャートで週間8位を記録。2012年にHARU☆HINAを解散。
身長は146センチと小柄ながら、スリーサイズがB86（Ｅ）　W56　H80であることから、小さな爆乳の異名も持つ。

### プロレス活動開始
SMASHの朱里の試合を観戦したのがきっかけとなり、プロレスラーを目指して2011年8月よりSMASHにて練習を始める。過去にDVDや舞台でアクション、殺陣経験があったため自信はあったが、2時間の練習についていけず、まずはレフェリーの視点からプロレスを覚えるために12月30日のSMASH.24後楽園ホール大会でレフェリーデビュー。
2012年4月5日、TAJIRI以下元SMASH所属全選手、レフェリー、練習生とともに、新団体「Wrestling New Classic」に移籍。レスラーを目指しタレントとWNCでのレフェリーを並行して活動。レフェリーとしては前座を裁いている。
2012年12月には、曙の試合を裁く。WNC以外にREINAなどでも裁いた。
2013年10月31日、2年間の練習生期間を経て、WNC後楽園ホール大会にてプロレスラーとしてデビュー。小林香萌から前方回転エビ固めで勝利した。
2014年1月よりWNC-REINA所属に。REINAでは社長秘書も兼任していた。
1月26日、レッスル武闘館における「私立・プロレス学園〜学園祭〜」の真琴&松本都 vs 加藤悠&小林香萌で久方ぶりにレフェリング。
5月14日、初の他団体としてアイスリボン初参戦。くるみとシングルで対戦するも、ダイビングボディプレスからの片エビ固めで敗れる。
6月29日のREINA興行をもって、WNC-REINA退団。所属最後の試合は新田猫子（アイスリボン）とのシングル（当初対戦相手はあきば栞を予定していたが、体調不良による欠場のため変更）。
7月2日のアイスリボン道場マッチが退団後初試合となる。
8月14日、アイスリボン主催「Teens&ジュニア夏祭り」にてつくし（当初はあきば栞が復帰予定だった）&林小雪（信州ガールズ）と組み、フェアリー日本橋（OSAKA女子）&神田愛実（世界プロレス協会）&林結愛（JWP）と対戦するが、フェアリーのでんでんクラッチで敗れる。
8月30日、後楽園で退団以来となるREINA参戦予定だったが、体調不良のため欠場。9月15日のREINA春日部ふれあいキューブ大会でミクロ（世界プロレス協会）との元REINA同士によるシングルマッチを行う。
2016年3月17日に新宿FACEで開催された「タカタイチ興行復活祭」において、小川良成とタッグを組み菊タロー&バンビ組と対戦。これが小川が現役時に出場した唯一のミックスマッチで、小川とタッグを組んだ唯一の女子プロレスラーという貴重な経験をしている。
2017年5月21日、大館プロレス祭り第1試合で同じフリーランスであるまなせゆうなと対戦。
現在はフリーランスとして他団体や興行に参戦している。
2020年5月31日をもってプロレスラーとしての活動休止を発表。
2021年3月28日をもって劇団水色革命での活動を卒業することを発表。
2022年12月、結婚と妊娠を発表した。翌年3月に男児を出産。
2023年9月、プロレスリング・ノアの征矢学が開設したYouTubeチャンネル「そやそやテレビくん」にて征矢から自身の妻を紹介される形で登場し、結婚相手が征矢であったことを公表した。また日向は征矢のチャンネルにてレスラーとしての復帰を希望していることも明らかにしている。

## 人物
憧れるプロレスラーはレイ・ミステリオ。小さな体で、大きなものに立ち向かう姿勢を、プロレス活動並びに生き方として目標としている。

## 得意技
スイングDDT

## 入場曲
- 初代 : JAM Project（限界バトル）
- 2代目 : FUNKY MONKEY BABYS（悲しみなんて笑い飛ばせ）

## 出演作品

### 舞台
- テアトルアカデミー「私が捨てた女」
- 東京シアタートリック
  - 「戦国忍」
  - 「熱血ミッシェル」
  - 「花」
- M&Aステージ「マリオネットは月夜に踊る」
- HAPPY MAP
  - 「Happy Map」
  - 「君は誰かにその誰かも誰かに恋をする」
  - 「ただ春の夢の如し」
  - 「陰陽ガール」（2009年10月9日 - 11日、東京・新宿　トップスペース）
  - 「孫悟空」
- タンバリンプロデューサーズ11回公演「舞台 新耳袋2～幽霊夜想曲（ゴースト・ノクターン）～」（2011年11月30日 - 12月4日、キンケロシアター）
- コルバタ「向かう先は青コーナー」（2015年4月2日 - 5日、東京・戸野廣浩司記念劇場）[18]

## ディスコグラフィー

### CD
HARU☆HINA
- 「恋愛シミュレーション」
- 「笑顔の太陽」
- 「Friends」

ソロ
- 「虹色シャワー」

### DVD
- 「あなただけのもの」

### イメージ・ビデオ
- 小陽日和～にょきにょき娘のにょき にょき SUMMER 日記 2015💛（2015年9月25日 ,グラッソ）